# Desmodium benthamii
Desmodium benthamii là một loài thực vật có hoa trong họ Đậu. Loài này được N.P.Balakr. miêu tả khoa học đầu tiên.